# Diplonevra claripennis
Diplonevra claripennis är en tvåvingeart som beskrevs av Borgmeier 1969. Diplonevra claripennis ingår i släktet Diplonevra och familjen puckelflugor. Inga underarter finns listade i Catalogue of Life.